# 4288 Tokyotech
A 4288 Tokyotech (ideiglenes jelöléssel 1989 TQ1) a Naprendszer kisbolygóövében található aszteroida. Takuo Kojima fedezte fel 1989. október 8-án.